# Taylor (Teksas)
Taylor – miasto w Stanach Zjednoczonych, w stanie Teksas, w hrabstwie Williamson.